# Aleksej Vojevoda

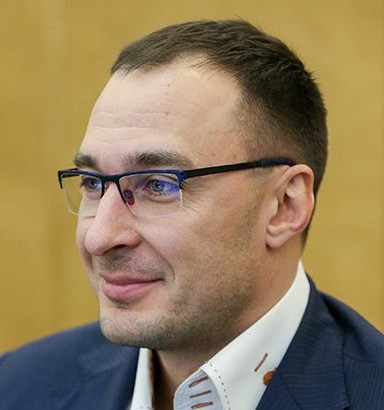
Aleksej Vojevoda

Aleksej Ivanovitsj Vojevoda (Russisch: Алексей Иванович Воевода) (Sotsji, 9 mei 1980) is een Russische bobsleeër. Hij is tweevoudig olympisch kampioen.
Op de Olympische Winterspelen 2006 nam hij met de tweemansbob deel als remmer deel samen met zijn piloot Aleksandr Zoebkov. Na vier runs kwamen ze 0,27 seconden tekort om de bronzen medaille in de wacht te slepen. Een vierde plaats en een olympisch diploma was derhalve hetgeen de prestatie waard was.
Enkele dagen later volgde er nog een kans op een medaille, in de viermansbob. Met opnieuw Zoebkov als piloot en verder Filipp Jegorov en Aleksej Selivjorstov in zijn team namen zij na de eerste run de tweede plaats in. Deze positie wisten ze zonder al te veel problemen te behouden. In de vierde en laatste run waren ze de snelste van alle sleeën en kwamen ze nog dicht in de buurt van het goud. Uiteindelijk kwamen ze 0,13 seconden tekort om de olympische titel op te eisen en werd er beslag gelegd op de zilveren medaille.
Bij het bobsleeën op de Olympische Winterspelen 2014 op de baan Sanki in het eigen land won Vojevoda samen met piloot Zoebkov goud in zowel de tweemans- als de viermansbob. Op 24 november 2017 werden de olympische titels van Vojevoda afgenomen vanwege het dopinggebruik van zijn piloot Zoebkov.